# Церковна історія народу англів

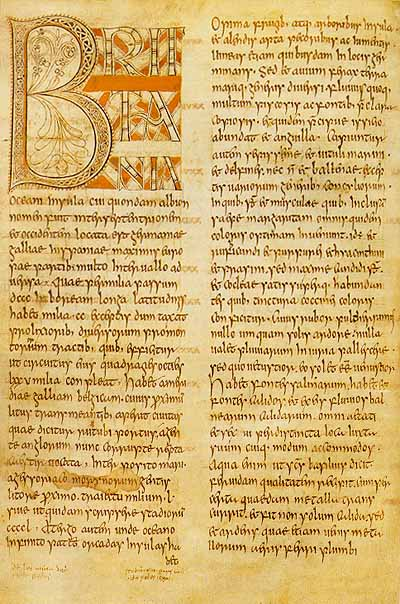
Фоліо з Санкт-Петербурзької Беди.

Церковна історія народу англів (англ. Ecclesiastical History of the English People; лат. Historia ecclesiastica gentis Anglorum) — праця Беди Преподобного написана приблизно в 731 році, це історія християнських церков в Англії і Англії в цілому. Головний акцент робиться на конфлікті між римським і кельтським християнством. Написана на латині, вважається однією з найважливіших оригінальних посилань на Англо-саксонську історію і відіграє ключову роль в появі Англійської національної ідентичністі. Праця, як вважають, була завершена в 731 році, коли Беді було близько 59 років.